# Coordinadora d'Associacions Laiques d'Escoltisme i Guiatge
ESLAK (Coordinadora d'Associacions Laiques d'Escoltisme i Guiatge) fou una federació d'associacions escoltes laiques de l'Estat Espanyol que estigué activa durant els anys 90 del segle xx. Fou impulsada per l'associació laica de l'Escoltisme Català, Escoltes Catalans.
Fou creada el 1990 i el seu primer president fou Josep López. Es dissolgué l'associació a finals dels anys 90 arran de les pressions del WOSM a Escoltes Catalans per utilitzar el terme "escolta" en una associació no reconeguda oficialment.
Es trobava constituïda per les següents associacions:
- Escoltes Catalans (Catalunya)
- Escoltes de Mallorca (Mallorca)
- Euskal Eskaut eta Gia Elkartea (País Basc)
- ACEGGA (Galícia)